# Kanton Waadt
Die Waadt [ˈvaːt] (Kürzel VD; schweizerdeutsch Wadt [ʋɑtː], französisch Vaud [vo], italienisch Vaud (veraltet Vado), rätoromanisch Vadⓘ) ist ein Schweizer Kanton. Der Hauptort und zugleich die bevölkerungsreichste politische Gemeinde ist Lausanne. Amts- und Umgangssprache ist Französisch.
Der Kanton wird als die Waadt oder auch als das Waadtland bezeichnet, im Französischen Pays de Vaud. Die Einwohner heissen Waadtländer, im Französischen Vaudois [vodwa].
Der Kanton Waadt ist hinsichtlich der Einwohnerzahl und des Bruttoinlandproduktes nach den Kantonen Zürich und Bern der drittgrösste Schweizer Kanton. Bezüglich der Fläche ist die Waadt der viertgrösste Kanton nach Graubünden, Bern und dem Wallis.
Von 1536 bis 1798 war die Waadt ein Untertanengebiet der Stadt und Republik Bern. Mit der Errichtung der Helvetischen Republik wurde sie eine von deren – «Kanton» genannten – Verwaltungseinheiten; ein selbständiger Kanton der Schweizerischen Eidgenossenschaft wurde sie 1803.

## Name
Der Name geht auf voralthochdeutsch wald- «Wald» zurück und meint «waldreiches Land». Das französische Vaud (ursprünglich [vawd] ausgesprochen) reflektiert noch die Vokalisierung des voralthochdeutschen /l/ und den dadurch entstandenen Diphthong, wogegen sich in der deutschen Form Waadt die monophthongierte frankoprovenzalische Lautung Vad [vaːd] erhalten hat.

## Geographie

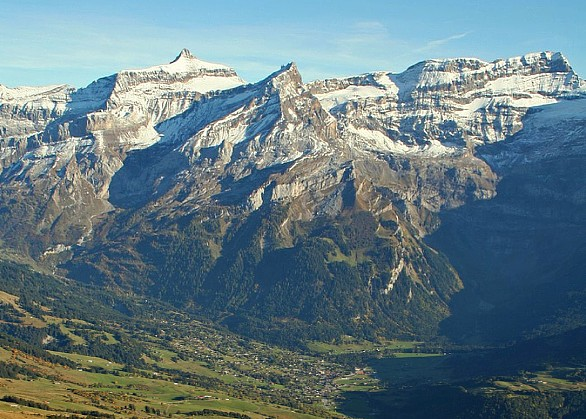
Les Diablerets – höchste Erhebung des Kantons

Die höchste Erhebung stellt der Südwestgipfel des Sommet des Diablerets (3210 m ü. M.) dar, der tiefste Punkt befindet sich am Genfersee mit 372 m ü. M.
Der Kanton Waadt liegt im Westen der Schweiz und erstreckt sich vom Genfersee zum Neuenburgersee. Er grenzt im Nordwesten an die französischen Départements Ain, Jura, und Doubs, im Südwesten an den Kanton Genf, im Südosten an das Wallis, im Osten an die Kantone Freiburg und Bern und im Nordosten an Neuenburg. Über den Genfersee hinaus grenzt das Waadtland im Süden an das Département Haute-Savoie.
Der Nordwesten des Waadtlands wird vom Jura eingenommen, der Südosten von den Alpen. Der Rest befindet sich im Mittelland. Neben dem Kanton Bern ist der Kanton Waadt somit der einzige Kanton der Schweiz, der Anteil an allen drei Grossregionen der Schweiz hat.
Im Nordosten bildet der Bezirk Avenches eine vom Kanton Freiburg umschlossene Exklave. Andererseits befinden sich drei Freiburger Enklaven in der Waadt. Im Südwesten des Kantons befindet sich mit Céligny eine Enklave des Kantons Genf.

### Gewässer

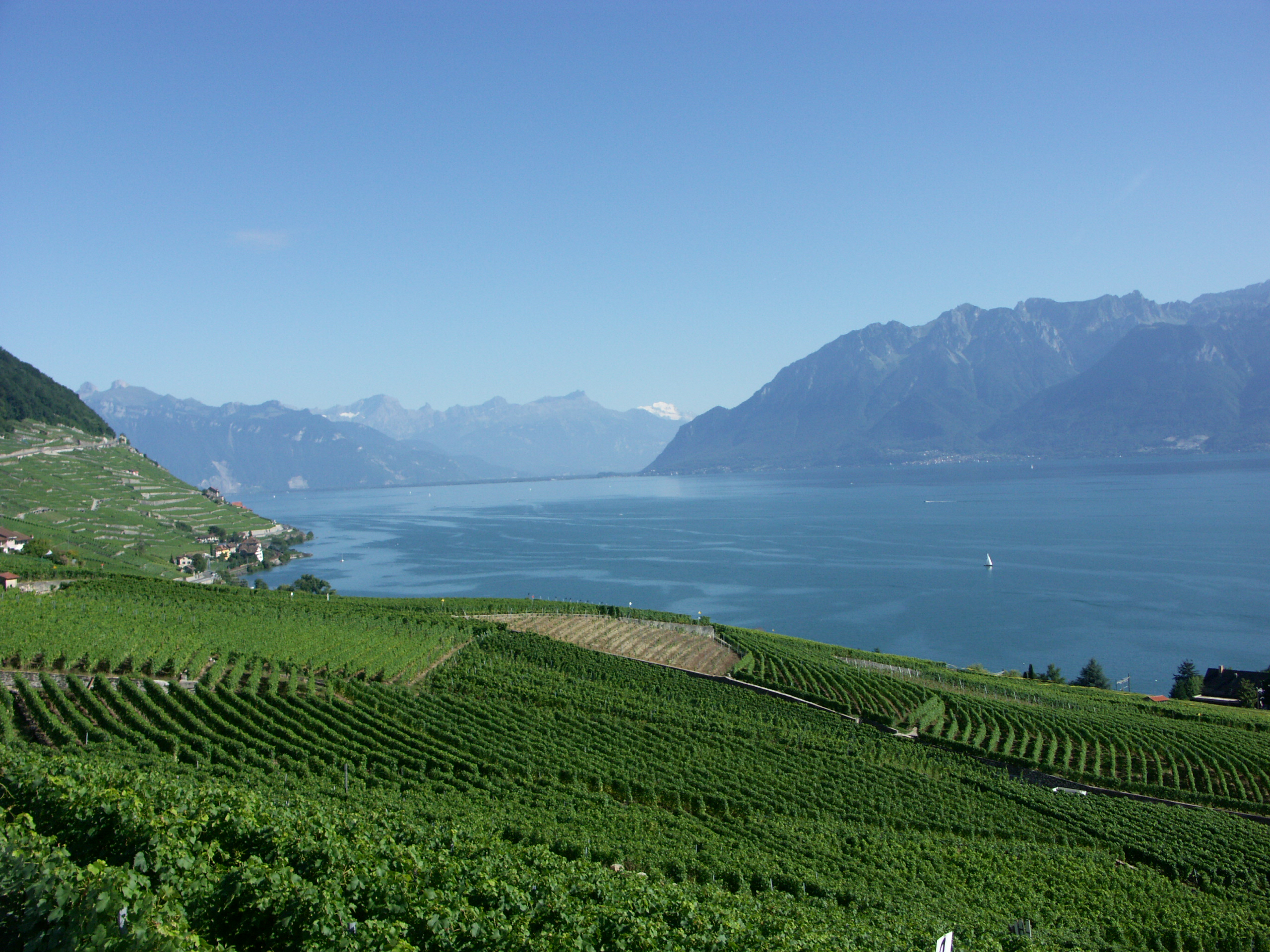
Genfersee und Weinanbaugebiet Lavaux

Die Seen nehmen insgesamt eine Oberfläche von 393 Quadratkilometern (12,23 Prozent), die Flüsse und Bäche von 9,4 Quadratkilometern (0,29 Prozent) der gesamten Kantonsfläche ein. Das bedeutendste Gewässer ist der Genfersee, der sich beinahe an der gesamten südlichen Kantonsgrenze entlangzieht. Im Norden schmiegt sich der Kanton um das Südufer des Neuenburgersees und an das Westufer des Murtensees.
Zu den wichtigsten Seen, die vollständig im Kanton liegen, gehören der Lac Brenet, der Lac de Joux, der Lac de Bret und der Stausee Lac de l’Hongrin. Die wichtigsten Flüsse sind die Orbe, die Broye, die Venoge, die Mentue und die Aubonne.
Sämtliche Seen im Kanton sind überwacht und sauber, sodass Baden, Segeln, Windsurfen oder Fischen ohne Gefahr möglich ist.

### Berge
Das höchste Gebirgsmassiv sind die Les Diablerets im Südosten des Kantons (im Kanton Waadt bis 3210 m ü. M.). Weitere wichtige Berge sind der Dent de Jaman, der Jorat, das Oldenhorn, die Rochers de Naye, der Chasseron, der La Dôle, der Mont Risoux sowie der Mont Tendre.

### Geologie
Entlang dem Jura wird die Erdschicht durch jurassische Kalk-Nagelfluh bedeckt, unter welcher sich eine rote Molasse befindet. Bei Orbe zwischen Echallens und Yverdon befindet sich in grosser Ausdehnung eine Knauermolasse. Nicht weit davon entfernt bei Onlens und Goumoëns befindet sich brauner, bituminöser Süsswasserkalk, welcher nur durch eine Dammerde bedeckt wird.
Bei der Hauptstadt Lausanne sieht man im oberen Stadtteil einen entblössten Felsen. Dieser wird westlich des Château Saint-Maire von einem Strassentunnel durchschnitten, wobei sich östlich davon Steinbrüche befinden. Die Steinart wird als bläulich graue Mergelmolasse und als sandiger Mergel, in der Tiefe blau, in der Höhe gelb, definiert.
Das Waadtland ist geprägt von einem wellenförmigen Hügelland und vielen fruchtbaren Tälern.

### Klima
Das Klima im Waadtland ist sehr unterschiedlich verteilt. Die maximale Durchschnittstemperatur beträgt ungefähr 14 °C, die minimale ungefähr 6 °C. Im Jahr fallen durchschnittlich 1100 bis 1200 mm an 104 Regentagen im Jahr. Die Sonnenstunden betragen in etwa 5,7 Stunden.
Beispielsweise besitzt jedoch das Gros de Vaud trotz seiner Höhenlage ein mildes und verhältnismässig trockenes Klima. Aufgrund der Leelage hinter dem Hochjura, welche besonders bei regenbringenden West- und Nordwestlagen hervortritt, werden im Jahresmittel für Schweizer Verhältnisse relativ geringe Niederschlagsmengen von rund 900 bis 1000 mm gemessen.
Klimatabelle
|                       | Jan | Feb | Mär | Apr | Mai | Jun | Jul | Aug | Sep | Okt | Nov | Dez |   |      |
| Mittl. Tagesmax. (°C) | 4   | 6   | 10  | 15  | 19  | 23  | 25  | 24  | 21  | 14  | 8   | 4   | ⌀ | 14,5 |
| Mittl. Tagesmin. (°C) | −2  | −1  | 2   | 5   | 9   | 13  | 15  | 14  | 12  | 7   | 3   | 0   | ⌀ | 6,5  |
|                       |     |     |     |     |     |     |     |     |     |     |     |     |   |      |
| Niederschlag (mm)     | 72  | 68  | 76  | 76  | 95  | 114 | 106 | 124 | 110 | 93  | 88  | 92  | Σ | 1114 |
|                       |     |     |     |     |     |     |     |     |     |     |     |     |   |      |
| Sonnenstunden (h/d)   | 2   | 4   | 5   | 7   | 8   | 9   | 10  | 9   | 7   | 4   | 2   | 1   | ⌀ | 5,7  |
|                       |     |     |     |     |     |     |     |     |     |     |     |     |   |      |
| Regentage (d)         | 9   | 8   | 8   | 8   | 9   | 10  | 7   | 9   | 9   | 9   | 9   | 9   | Σ | 104  |

| −2 |

| −1 |

| 2 |

| 5 |

| 9 |

| 13 |

| 15 |

| 14 |

| 12 |

| 7 |

| 3 |

| 0 |

| −2 |

| −1 |

| 2 |

| 5 |

| 9 |

| 13 |

| 15 |

| 14 |

| 12 |

| 7 |

| 3 |

| 0 |

| N i e d e r s c h l a g | 72  | 68  | 76  | 76  | 95  | 114 | 106 | 124 | 110 | 93  | 88  | 92  |
|                         | Jan | Feb | Mär | Apr | Mai | Jun | Jul | Aug | Sep | Okt | Nov | Dez |

## Bevölkerung

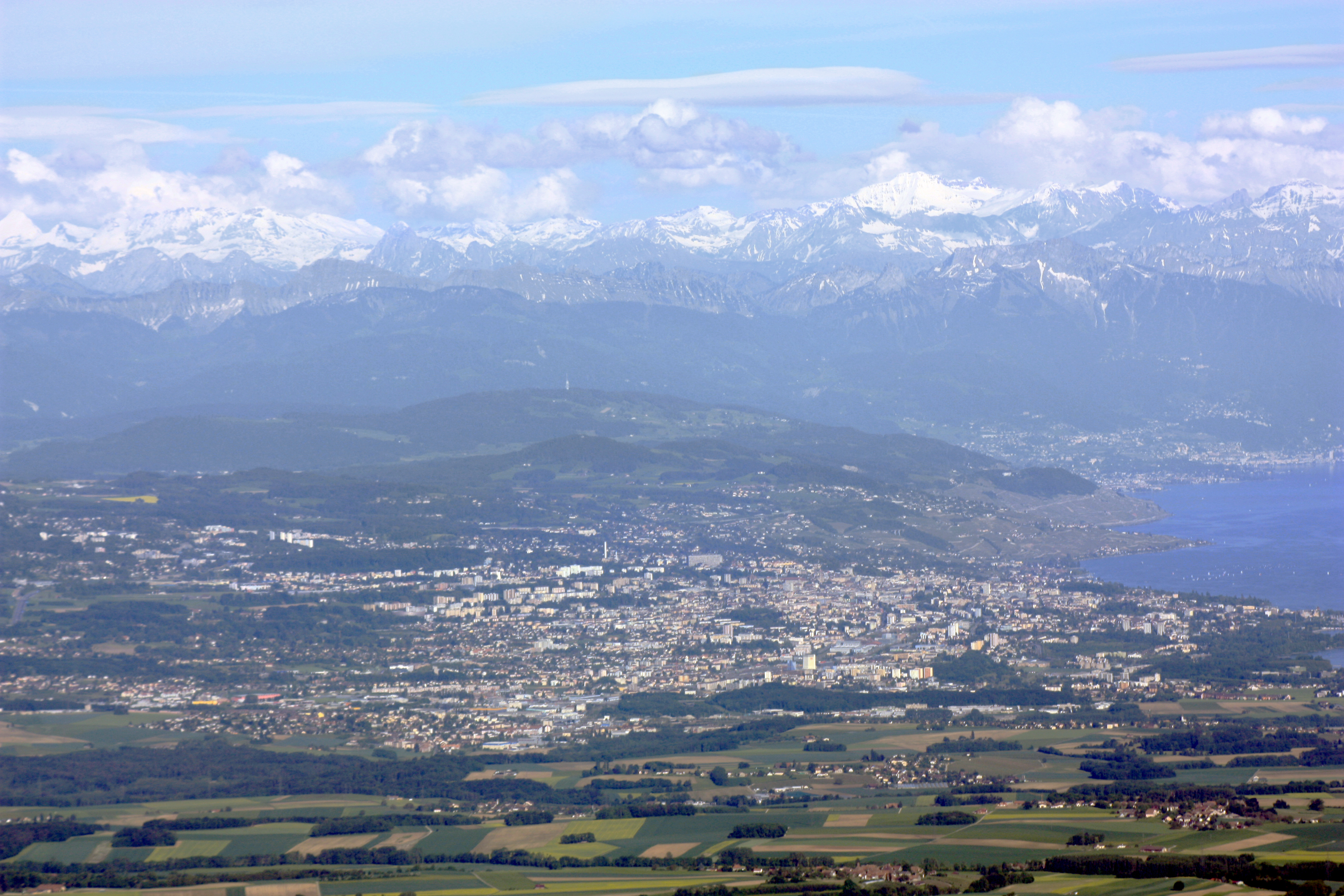
Stadt und Agglomeration Lausanne mit Blick vom Mont Tendre

Der grösste Teil der Bevölkerung wohnt in den städtischen Agglomerationen. Der Hauptort Lausanne ist inklusive der angrenzenden Gemeinden mit rund 324'400 Einwohnern die bevölkerungsreichste davon. Es folgen Vevey und Montreux mit 89'900, die Region Aigle mit 37'100 und Yverdon-les-Bains mit 31'600 Einwohnern. Der Ort Nyon orientiert sich eher zur Agglomeration Genf. Weitere bedeutende Ortschaften sind Morges, Renens und Rolle.
Per 31. Dezember 2023 betrug die Einwohnerzahl des Kantons Waadt 845'870. Die Bevölkerungsdichte liegt mit 263 Einwohnern pro Quadratkilometer über dem Schweizer Durchschnitt (217 Einwohner pro Quadratkilometer). Der Ausländeranteil (gemeldete Einwohner ohne Schweizer Bürgerrecht) bezifferte sich am 31. Dezember 2023 auf 33,6 Prozent, während landesweit 27,0 Prozent Ausländer registriert waren. Per 30. Juni 2021 betrug die Arbeitslosenquote 3,9 Prozent gegenüber 2,8 Prozent auf eidgenössischer Ebene.

### Entwicklung von 1850 bis 2010
In den letzten 160 Jahren ist die Einwohnerzahl erheblich angestiegen. Waadt hatte im Jahre 1850 weniger als 200'000 Einwohner im ganzen Kanton zu verzeichnen. Bis Frühjahr 2010 stieg die Einwohnerzahl auf über 700'000 an.
| Jahr | Einwohner |
| ---- | --------- |
| 1850 | 199'575   |
| 1860 | 213'157   |
| 1870 | 229'588   |
| 1880 | 235'349   |
| 1888 | 247'655   |
| 1900 | 281'379   |
| 1910 | 317'457   |
| 1920 | 317'498   |
| 1930 | 331'853   |

| Jahr | Einwohner |
| ---- | --------- |
| 1941 | 343'398   |
| 1950 | 377'585   |
| 1960 | 429'512   |
| 1970 | 511'851   |
| 1980 | 528'747   |
| 1990 | 601'816   |
| 2000 | 640'657   |
| 2010 | 700'000   |
| 2022 | 830'431   |

### Sprachen
Die offizielle Amtssprache des Kantons ist Französisch. Bei der Volkszählung im Jahr 2000 gaben 81,83 Prozent der Einwohner Französisch als die Sprache an, die sie am besten beherrschen. Die anderen Landessprachen erzielten die Werte 4,75 Prozent (Deutsch), 2,92 Prozent (Italienisch) und 0,04 Prozent (Rätoromanisch). 10,46 Prozent der Bevölkerung gab eine andere Sprache als bestbeherrschte Sprache an.

### Religionen – Konfessionen

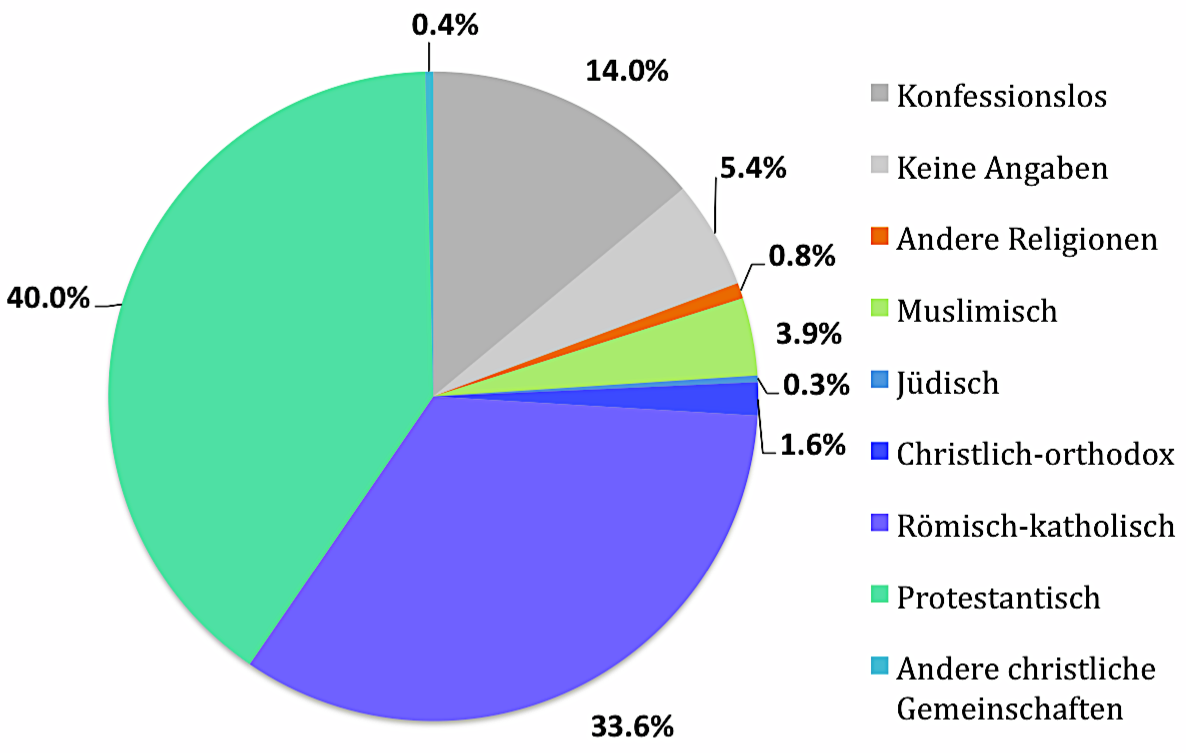
Religionszugehörigkeit der Bevölkerung im Kanton Waadt (Stand: Volkszählung 2000)

In den Städten manifestiert sich die kulturelle Vielfalt auch im Bereich der Religion. Auf dem Land gelten die herkömmlichen Verhältnisse noch eher, indem die Region um Echallens, eine ehemalige Gemeine Herrschaft des reformierten Bern und des katholischen Freiburg, teilweise katholisch, die übrige Waadt als ehemaliges Berner Untertanengebiet traditionell reformiert ist. Bei der letzten Volkszählung gaben 40,04 Prozent der Bevölkerung an, protestantisch zu sein und damit grossmehrheitlich der Église Évangélique Réformée du canton de Vaud anzugehören, gefolgt von römisch-katholisch mit 33,62 Prozent (Bistum Lausanne, Genf und Freiburg). Knapp 14 Prozent der Einwohner haben keine Zugehörigkeit, und etwa 5 Prozent wollten keine Angabe machen. Die grösste Minderheit ist die islamische Gemeinschaft (3,86 Prozent) vor der christlich-orthodoxen Bevölkerung (1,65 Prozent).

## Politik

### Verfassungsreform von 2003

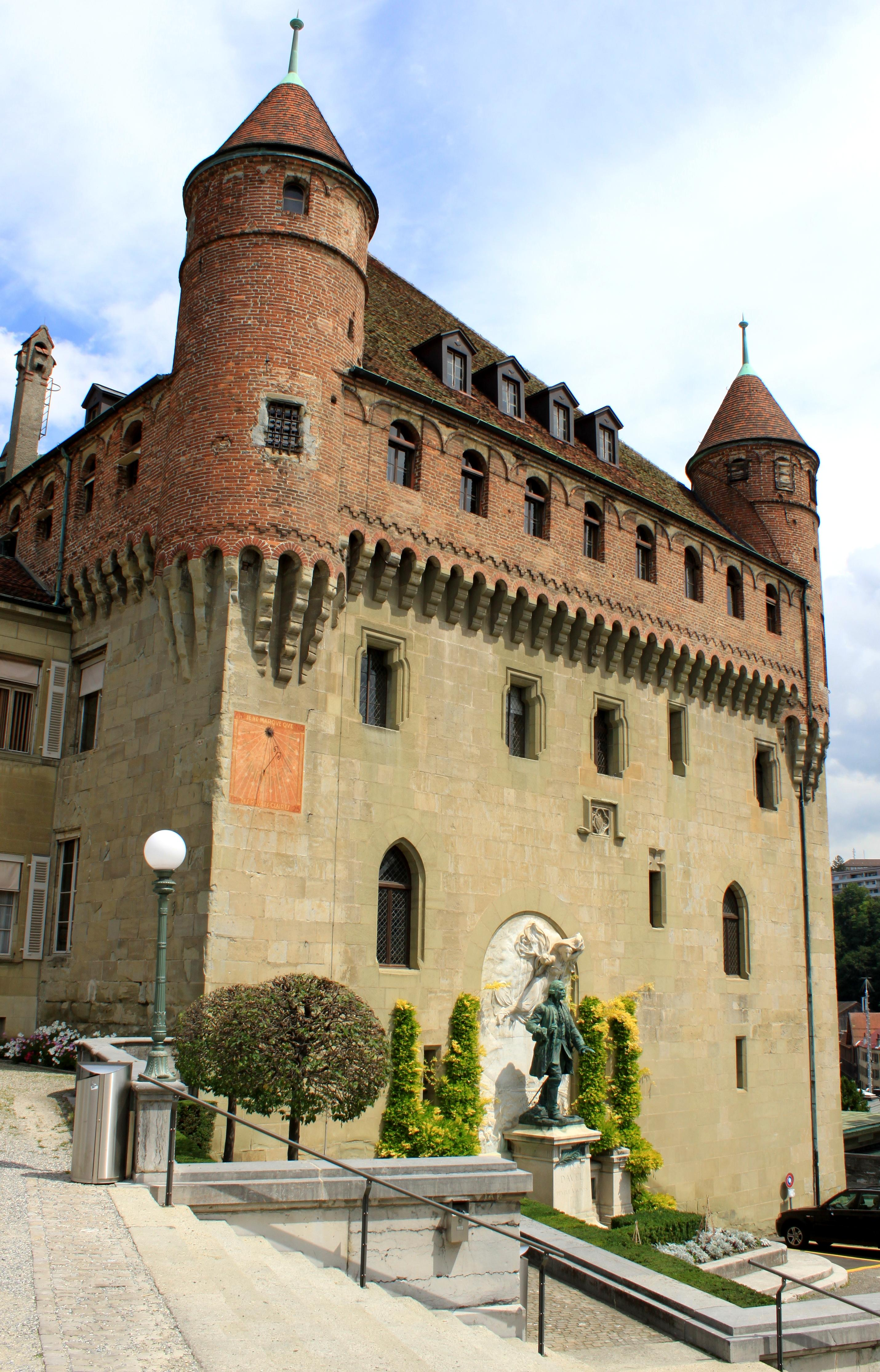
Das Château Saint-Maire in Lausanne ist Sitz des Staatsrates des Kantons Waadt.

Die neue Kantonsverfassung trat am 14. April 2003 in Kraft, auf den Tag genau 200 Jahre nach der Gründung des Kantons. Ein Verfassungsrat hatte zuvor in den Jahren 1999 bis 2002 einen Entwurf erstellt. Die Totalrevision sei beschlossen worden, weil die Kantonsbehörden den
Kanton «erneuern und ihm eine klarere und dynamischere Grundlage geben wollten».
Die wichtigsten Änderungen der Revision sind unter anderem, dass der Grosse Rat neu aus 150 Mitgliedern statt früher 180 besteht und eine Legislatur jetzt fünf statt wie bisher nur vier Jahre dauert. Anstelle einer jährlichen Rotation des Präsidiums des Staatsrats, wählt dieser neu aus seiner Mitte einen Präsidenten für die gesamte Legislatur. Es wurde ein neuer Rechnungshof, bestehend aus fünf Richtern, eingerichtet, welcher vom Grossen Rat gewählt wird. Den im Kanton niedergelassenen Ausländern wird das Stimm- und Wahlrecht auf Gemeindeebene erteilt, und die 19 Bezirke werden neu in zehn Bezirken zusammengefasst. Weiter verlor die reformierte Kirche ihren Status als Staatskirche, bleibt aber gleich wie die römisch-katholische Kirche eine öffentlich-rechtlich anerkannte Landeskirche.
In einer Abstimmung am 22. September 2002 wurde die neue Verfassung mit 55,9 Prozent angenommen. Die Wahlbeteiligung lag bei 44,4 Prozent, was für Schweizer Wahlverhältnisse normal ist.

### Direktdemokratische Volksrechte
Mittels einer Volksinitiative können innert vier Monaten 12'000 Stimmberechtigte den Erlass, die Änderung oder die Aufhebung eines Gesetzes oder die Teilrevision der Verfassung, 18'000 Stimmberechte die Totalrevision der Verfassung verlangen. Eine Volksinitiative ist nach der Beratung im Kantonsparlament zwingend der Volksabstimmung zu unterbreiten.
Dem obligatorischen Referendum unterliegen Teil- und Totalrevisionen der Verfassung sowie verfassungsändernde Verträge, Änderungen des Kantonsgebiets sowie Stellungnahmen und Erlasse betreffend die Kernenergie, überdies gewisse Massnahmen zur Sanierung der Finanzen.
Dem fakultativen Referendum unterliegen alle Gesetze und Dekrete sowie gesetzesändernde Verträge. Hierzu sind 12 000 innert sechzig Tagen ab der Publikation gesammelte Unterschriften von Stimmberechtigten nötig.

### Legislative
Der Grosse Rat (Grand Conseil) ist das Parlament des Kantons Waadt. Er hat 150 Mitglieder, die von der wahlberechtigten Bevölkerung im Proporzwahlverfahren für jeweils fünf Jahre gewählt werden. Die Mitglieder des Grossen Rates wählen ihren Präsidenten auf jeweils ein Jahr.
| Partei                                     | Sitze 2007 | Sitze 2012 | Sitze 2017 | Sitze 2022 | Sitzverteilung 2022                                                                                               | Wähleranteil in Prozent |
| ------------------------------------------ | ---------- | ---------- | ---------- | ---------- | --- | --- |
| FDP.Die Liberalen (FDP)                    | –          | 47         | 49         | 50         | Insgesamt 150 Sitze - DA: 2 - Sol: 1 - S&E: 1 - PdA: 3 - Grüne: 25 - SP: 32 - GLP: 11 - LL: 2 - FDP: 50 - SVP: 23 | Waadtländer Grossratswahlen vom 20. März 2022Wahlbeteiligung: 34,28 % 403020100 31,320,115,314,98,32,01,96,2 FDPSPGrüneSVPGLPMittePdASonst.Gewinne und Verlusteim Vergleich zu 2017 %p 4 2 0 −2 −4−1,8−3,3+1,5−0,9+3,5−0,6+0,3+1,3FDPSPGrüneSVPGLPMittePdASonst. |
| Freisinnig-Demokratische Partei (FDP)      | 29         | –          | –          | –          | Insgesamt 150 Sitze - DA: 2 - Sol: 1 - S&E: 1 - PdA: 3 - Grüne: 25 - SP: 32 - GLP: 11 - LL: 2 - FDP: 50 - SVP: 23 | Waadtländer Grossratswahlen vom 20. März 2022Wahlbeteiligung: 34,28 % 403020100 31,320,115,314,98,32,01,96,2 FDPSPGrüneSVPGLPMittePdASonst.Gewinne und Verlusteim Vergleich zu 2017 %p 4 2 0 −2 −4−1,8−3,3+1,5−0,9+3,5−0,6+0,3+1,3FDPSPGrüneSVPGLPMittePdASonst. |
| Liberale Partei (LPS)                      | 19         | –          | –          | –          | Insgesamt 150 Sitze - DA: 2 - Sol: 1 - S&E: 1 - PdA: 3 - Grüne: 25 - SP: 32 - GLP: 11 - LL: 2 - FDP: 50 - SVP: 23 | Waadtländer Grossratswahlen vom 20. März 2022Wahlbeteiligung: 34,28 % 403020100 31,320,115,314,98,32,01,96,2 FDPSPGrüneSVPGLPMittePdASonst.Gewinne und Verlusteim Vergleich zu 2017 %p 4 2 0 −2 −4−1,8−3,3+1,5−0,9+3,5−0,6+0,3+1,3FDPSPGrüneSVPGLPMittePdASonst. |
| Sozialdemokratische Partei (SP)            | 38         | 41         | 37         | 33         | Insgesamt 150 Sitze - DA: 2 - Sol: 1 - S&E: 1 - PdA: 3 - Grüne: 25 - SP: 32 - GLP: 11 - LL: 2 - FDP: 50 - SVP: 23 | Waadtländer Grossratswahlen vom 20. März 2022Wahlbeteiligung: 34,28 % 403020100 31,320,115,314,98,32,01,96,2 FDPSPGrüneSVPGLPMittePdASonst.Gewinne und Verlusteim Vergleich zu 2017 %p 4 2 0 −2 −4−1,8−3,3+1,5−0,9+3,5−0,6+0,3+1,3FDPSPGrüneSVPGLPMittePdASonst. |
| Schweizerische Volkspartei (SVP)           | 26         | 27         | 25         | 23         | Insgesamt 150 Sitze - DA: 2 - Sol: 1 - S&E: 1 - PdA: 3 - Grüne: 25 - SP: 32 - GLP: 11 - LL: 2 - FDP: 50 - SVP: 23 | Waadtländer Grossratswahlen vom 20. März 2022Wahlbeteiligung: 34,28 % 403020100 31,320,115,314,98,32,01,96,2 FDPSPGrüneSVPGLPMittePdASonst.Gewinne und Verlusteim Vergleich zu 2017 %p 4 2 0 −2 −4−1,8−3,3+1,5−0,9+3,5−0,6+0,3+1,3FDPSPGrüneSVPGLPMittePdASonst. |
| Grüne Partei (GPS)                         | 24         | 19         | 21         | 25         | Insgesamt 150 Sitze - DA: 2 - Sol: 1 - S&E: 1 - PdA: 3 - Grüne: 25 - SP: 32 - GLP: 11 - LL: 2 - FDP: 50 - SVP: 23 | Waadtländer Grossratswahlen vom 20. März 2022Wahlbeteiligung: 34,28 % 403020100 31,320,115,314,98,32,01,96,2 FDPSPGrüneSVPGLPMittePdASonst.Gewinne und Verlusteim Vergleich zu 2017 %p 4 2 0 −2 −4−1,8−3,3+1,5−0,9+3,5−0,6+0,3+1,3FDPSPGrüneSVPGLPMittePdASonst. |
| Grünliberale Partei (glp)                  | 03         | 07         | 07         | 11         | Insgesamt 150 Sitze - DA: 2 - Sol: 1 - S&E: 1 - PdA: 3 - Grüne: 25 - SP: 32 - GLP: 11 - LL: 2 - FDP: 50 - SVP: 23 | Waadtländer Grossratswahlen vom 20. März 2022Wahlbeteiligung: 34,28 % 403020100 31,320,115,314,98,32,01,96,2 FDPSPGrüneSVPGLPMittePdASonst.Gewinne und Verlusteim Vergleich zu 2017 %p 4 2 0 −2 −4−1,8−3,3+1,5−0,9+3,5−0,6+0,3+1,3FDPSPGrüneSVPGLPMittePdASonst. |
| Alliance du Centre (AdC)                   |            |            |            |            | Insgesamt 150 Sitze - DA: 2 - Sol: 1 - S&E: 1 - PdA: 3 - Grüne: 25 - SP: 32 - GLP: 11 - LL: 2 - FDP: 50 - SVP: 23 | Waadtländer Grossratswahlen vom 20. März 2022Wahlbeteiligung: 34,28 % 403020100 31,320,115,314,98,32,01,96,2 FDPSPGrüneSVPGLPMittePdASonst.Gewinne und Verlusteim Vergleich zu 2017 %p 4 2 0 −2 −4−1,8−3,3+1,5−0,9+3,5−0,6+0,3+1,3FDPSPGrüneSVPGLPMittePdASonst. |
| Vaud libre / Les Libres                    | 01         | 01         | 04         | 02         | Insgesamt 150 Sitze - DA: 2 - Sol: 1 - S&E: 1 - PdA: 3 - Grüne: 25 - SP: 32 - GLP: 11 - LL: 2 - FDP: 50 - SVP: 23 | Waadtländer Grossratswahlen vom 20. März 2022Wahlbeteiligung: 34,28 % 403020100 31,320,115,314,98,32,01,96,2 FDPSPGrüneSVPGLPMittePdASonst.Gewinne und Verlusteim Vergleich zu 2017 %p 4 2 0 −2 −4−1,8−3,3+1,5−0,9+3,5−0,6+0,3+1,3FDPSPGrüneSVPGLPMittePdASonst. |
| Christlichdemokratische Volkspartei (CVP)  | 04         | 04         | 02         | 0–         | Insgesamt 150 Sitze - DA: 2 - Sol: 1 - S&E: 1 - PdA: 3 - Grüne: 25 - SP: 32 - GLP: 11 - LL: 2 - FDP: 50 - SVP: 23 | Waadtländer Grossratswahlen vom 20. März 2022Wahlbeteiligung: 34,28 % 403020100 31,320,115,314,98,32,01,96,2 FDPSPGrüneSVPGLPMittePdASonst.Gewinne und Verlusteim Vergleich zu 2017 %p 4 2 0 −2 −4−1,8−3,3+1,5−0,9+3,5−0,6+0,3+1,3FDPSPGrüneSVPGLPMittePdASonst. |
| Eidgenössisch-Demokratische Union (EDU)    | 01         | 0–         | 0–         | 0–         | Insgesamt 150 Sitze - DA: 2 - Sol: 1 - S&E: 1 - PdA: 3 - Grüne: 25 - SP: 32 - GLP: 11 - LL: 2 - FDP: 50 - SVP: 23 | Waadtländer Grossratswahlen vom 20. März 2022Wahlbeteiligung: 34,28 % 403020100 31,320,115,314,98,32,01,96,2 FDPSPGrüneSVPGLPMittePdASonst.Gewinne und Verlusteim Vergleich zu 2017 %p 4 2 0 −2 −4−1,8−3,3+1,5−0,9+3,5−0,6+0,3+1,3FDPSPGrüneSVPGLPMittePdASonst. |
| Ensemble à gauche (EAG) (Vereinigte Linke) |            |            |            |            | Insgesamt 150 Sitze - DA: 2 - Sol: 1 - S&E: 1 - PdA: 3 - Grüne: 25 - SP: 32 - GLP: 11 - LL: 2 - FDP: 50 - SVP: 23 | Waadtländer Grossratswahlen vom 20. März 2022Wahlbeteiligung: 34,28 % 403020100 31,320,115,314,98,32,01,96,2 FDPSPGrüneSVPGLPMittePdASonst.Gewinne und Verlusteim Vergleich zu 2017 %p 4 2 0 −2 −4−1,8−3,3+1,5−0,9+3,5−0,6+0,3+1,3FDPSPGrüneSVPGLPMittePdASonst. |
| Partei der Arbeit                          | 04         | 03         | 03         | 03         | Insgesamt 150 Sitze - DA: 2 - Sol: 1 - S&E: 1 - PdA: 3 - Grüne: 25 - SP: 32 - GLP: 11 - LL: 2 - FDP: 50 - SVP: 23 | Waadtländer Grossratswahlen vom 20. März 2022Wahlbeteiligung: 34,28 % 403020100 31,320,115,314,98,32,01,96,2 FDPSPGrüneSVPGLPMittePdASonst.Gewinne und Verlusteim Vergleich zu 2017 %p 4 2 0 −2 −4−1,8−3,3+1,5−0,9+3,5−0,6+0,3+1,3FDPSPGrüneSVPGLPMittePdASonst. |
| solidaritéS                                | 01         | 01         | 01         | 01         | Insgesamt 150 Sitze - DA: 2 - Sol: 1 - S&E: 1 - PdA: 3 - Grüne: 25 - SP: 32 - GLP: 11 - LL: 2 - FDP: 50 - SVP: 23 | Waadtländer Grossratswahlen vom 20. März 2022Wahlbeteiligung: 34,28 % 403020100 31,320,115,314,98,32,01,96,2 FDPSPGrüneSVPGLPMittePdASonst.Gewinne und Verlusteim Vergleich zu 2017 %p 4 2 0 −2 −4−1,8−3,3+1,5−0,9+3,5−0,6+0,3+1,3FDPSPGrüneSVPGLPMittePdASonst. |
| Décroissance Alternatives                  | 0–         | 0–         | 01         | 02         | Insgesamt 150 Sitze - DA: 2 - Sol: 1 - S&E: 1 - PdA: 3 - Grüne: 25 - SP: 32 - GLP: 11 - LL: 2 - FDP: 50 - SVP: 23 | Waadtländer Grossratswahlen vom 20. März 2022Wahlbeteiligung: 34,28 % 403020100 31,320,115,314,98,32,01,96,2 FDPSPGrüneSVPGLPMittePdASonst.Gewinne und Verlusteim Vergleich zu 2017 %p 4 2 0 −2 −4−1,8−3,3+1,5−0,9+3,5−0,6+0,3+1,3FDPSPGrüneSVPGLPMittePdASonst. |

### Exekutive
Die Exekutive des Kantons übt der Staatsrat (Conseil d’État) aus. Er besteht aus sieben Mitgliedern, die den Titel conseiller d’État (Staatsräte) tragen und von der stimmberechtigten Bevölkerung im Majorzwahlverfahren für jeweils fünf Jahre gewählt werden. Jeder Staatsrat führt ein eigenes Departement. Primus inter pares ist der Staatsratspräsident, der von den sieben Staatsräten für jeweils fünf Jahre gewählt wird.
| Staatsrat                                               | Partei    | Departement | Gewählt im Jahr | Ersetzt                     |
| ------------------------------------------------------- | --------- | --- | --------------- | --------------------------- |
| Christelle Luisier Brodard, Präsidentin des Staatsrates | FDP       | Département des institutions, du territoire et du sport (DITS) Departement für Inneres, Gebiet und Sport                                  | 2020            | Jacqueline de Quattro (FDP) |
| Nuria Gorrite                                           | SP        | Département de la culture, des infrastructures et des ressources humaines (DCIRH) Departement für Kultur, Infrastruktur und Personalwesen | 2012            | François Marthaler (GPS)    |
| Rebecca Ruiz                                            | SP        | Département de la santé et de l’action sociale (DSAS) Departement für Gesundheit und Soziales                                             | 2019            | Pierre-Yves Maillard (SP)   |
| Isabelle Moret                                          | FDP       | Département de l'économie, de l'innovation, de l'emploi et du patrimoine (DEIEP) Departement für Wirtschaft, Innovation, Arbeit und Erbe  | 2022            | Philippe Leuba (FDP)        |
| Frédéric Borloz                                         | FDP       | Département de l'enseignement et de la formation professionnelle (DEF)Departement für Bildung                                             | 2022            | Charles Broulis (FDP)       |
| Vassilis Venizelos                                      | GPS       | Département de la jeunesse, de l'environnement et de la sécurité (DJES) Departement für Jugend, Umwelt und Sicherheit                     | 2022            | Béatrice Métraux (GPS)      |
| Valérie Dittli                                          | Die Mitte | Département des finances et de l'agriculture (DFA) Departement für Finanzen und Landwirtschaft                                            | 2022            | Cesla Amarelle (SP)         |

Staatsschreiber ist seit 2021 Aurélien Buffat. Die Staatskanzlei ist unter anderem für die Sitzungsprotokolle des Staatsrates verantwortlich.

### Judikative

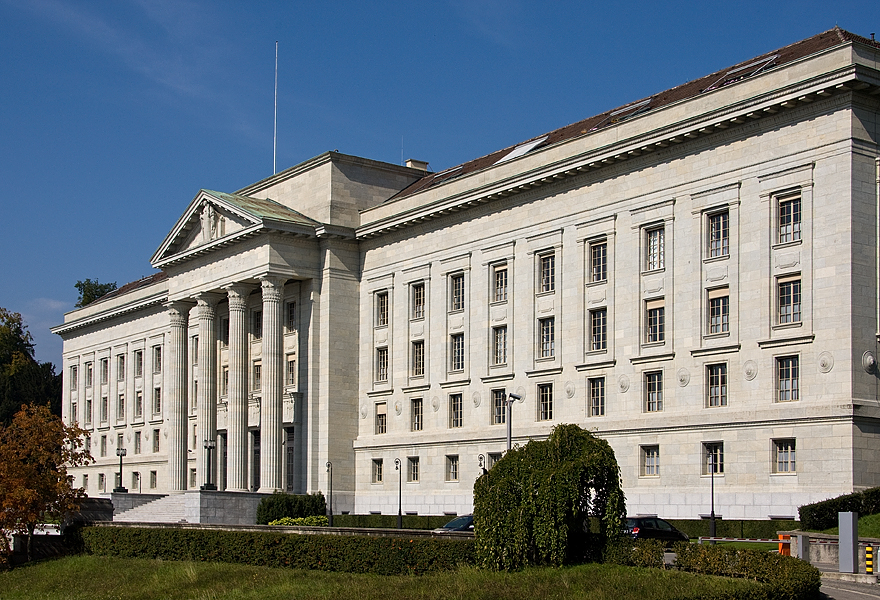
Das Bundesgericht hat seinen Sitz in Lausanne.

Die Rechtsprechung erfolgt in erster Instanz durch die Kreisgerichte (tribunaux d’arrondissement) und in zweiter Instanz durch das Kantonsgericht (tribunal cantonal).
Beim Kantonsgericht sind wichtige Ämter angesiedelt, wie z. B. das Kantonale Untersuchungsrichteramt, das Jugendgericht, das Vollzugsrichteramt und das kantonale Handelsregisteramt. Überdies wirkt es als kantonales Verfassungsgericht.
Ferner befindet sich in der Kantonshauptstadt Lausanne das Schweizerische Bundesgericht, welches die oberste richterliche Instanz der Schweiz ist.

### Parteiensystem
Die politischen Kräfte sind seit dem Jahr 1946 relativ stabil geblieben. Die Mitte-links-Parteien agieren in der Mehrheit gegenüber Mitte-rechts. Es existieren die national bekannten Parteien, wobei die SVP, sowie die SP ungefähr gleich gross sind. Danach folgen die FDP und die Grünen. Die CVP tritt meistens mit der EDU auf gemeinsamen Wahllisten auf, ist jedoch keine starke Kraft.

### Abgeordnete in Bern
Der Kanton Waadt stellt nach den Kantonen Zürich und Bern mit 19 Mitgliedern die meisten Nationalräte. Im Ständerat wird er wie alle historischen Vollkantone von zwei Mitgliedern vertreten.

#### Mitglieder im Nationalrat
2023 neu eingetretene Mitglieder sind in fetter Schrift wiedergegeben.
- SVP: Michaël Buffat, Jacques Nicolet, Sylvain Freymond, Yvan Pahoud
- SP:  Roger Nordmann, Samuel Bendahan, Brigitte Crottaz, Jessica Jaccoud, Jean Tschopp, Brenda Tuosto
- FDP: Alexandre Berthoud, Olivier Fellerx, Laurent Wehrli, Jacqueline de Quattro
- GPS: Raphaël Mahaim, Sophie Michaud Gigon, Léonore Porchet
- glp: Céline Weber Koppenburg
- DIE MITTE: Isabelle Chappuis

#### Mitglieder im Ständerat
- Pierre-Yves Maillard (SP)
- Pascal Broulis (FDP)

### Regionale und internationale Zusammenarbeit
Der Kanton Waadt ist in verschiedenen Aufgabenbereichen auf eine regionale und internationale Zusammenarbeit angewiesen. In der Genferseeregion arbeitet er im Conseil du Léman und in der Commission internationale pour la protection des eaux du Léman mit.

## Wirtschaft
2022 betrug das Bruttoinlandsprodukt (BIP) 64,5 Milliarden Franken (Platz 3 unter den 26 Kantonen). Mit einem BIP pro Kopf von 78'021 Franken (2022) belegte der Kanton Platz 12 und damit einen mittleren Platz.

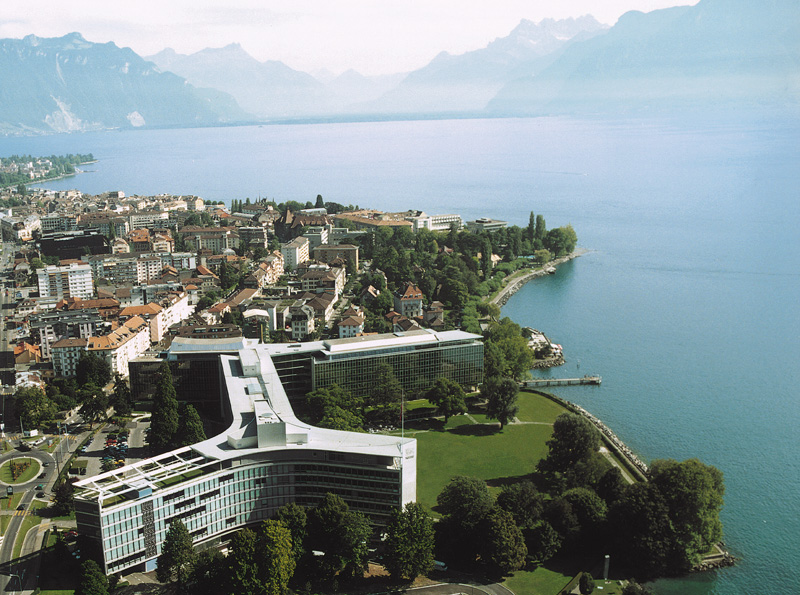
Das Hauptquartier der Nestlé, eines der grössten Lebensmittelkonzerne der Welt und grössten Industrieunternehmens der Schweiz.

Die wichtigsten Wirtschaftssektoren der Waadt sind die Produktion und der tertiäre Sektor. 20 Prozent der Produktion wird exportiert, wobei Europa mit 66 Prozent der grösste Abnehmer der Güter ist. Im Wesentlichen beruht die Wirtschaft aber auf dem Dienstleistungssektor. Dieser stellt nahezu 80 Prozent aller Arbeitsplätze dar. Die Hauptstadt Lausanne ist dabei das wirtschaftliche Zentrum und hat einen Dienstleistungssektoranteil von beinahe 72 Prozent.
Das Waadtland ist auch in anderen Wirtschaftszweigen bekannt. Führende Industrie gibt es namentlich in den Gebieten der Mikromechanik, Elektronik, Uhrenindustrie, Medizintechnik, Informations- und Biotechnologie. Im Kantonsgebiet befinden sich auch mehrere Technologieparks und Inkubatoren. In Lausanne befindet sich das überregional bekannte World Trade Center. Die wirtschaftliche Entwicklung wird von den Behörden aktiv unterstützt.
Zu den grössten in der Waadt sesshaften Unternehmen mit nationaler oder internationaler Bedeutung zählen unter anderem der Hardware-Hersteller Logitech, der Zigaretten-Konzern Philip Morris International, der Schuhhersteller Bata, das Medienhaus Edipresse, die Werbefirma Publigroupe, der weltweit grösste Nahrungsmittelkonzern Nestlé sowie der Hersteller von digitalen Sicherheitssystemen Kudelski.
Im Jahr 2020 wurde 11 Prozent der landwirtschaftlichen Nutzfläche des Kantons durch 374 Betriebe biologisch bewirtschaftet.

### Tourismus
Die Waadt ist in die vier Fremdenverkehrsregionen «Städte – Seen», «Jura», «Auf dem Lande» und «Alpen» eingeteilt. Das Gebiet zwischen Lausanne und Montreux, wo sich auch das Lavaux befindet, die sogenannte Waadtländer Riviera gilt als besonders beliebt. Im Jahr 2002 nahm der Kanton mit dem Tourismus 4,56 Milliarden Franken ein (66 Prozent direkte Einnahmen durch Touristen und 34 Prozent indirekt). Mit über 22'510 Beschäftigten stellt der Tourismus 8,6 Prozent sämtlicher Arbeitsplätze im Kanton dar. Im Kanton Waadt gibt es Thermalbäder in Lavey (das wärmste Thermalbad der Schweiz) und Yverdon-les-Bains (das schwefelhaltige Thermalwasser von Yverdon war bereits in der Römerzeit bekannt).

### Verkehr

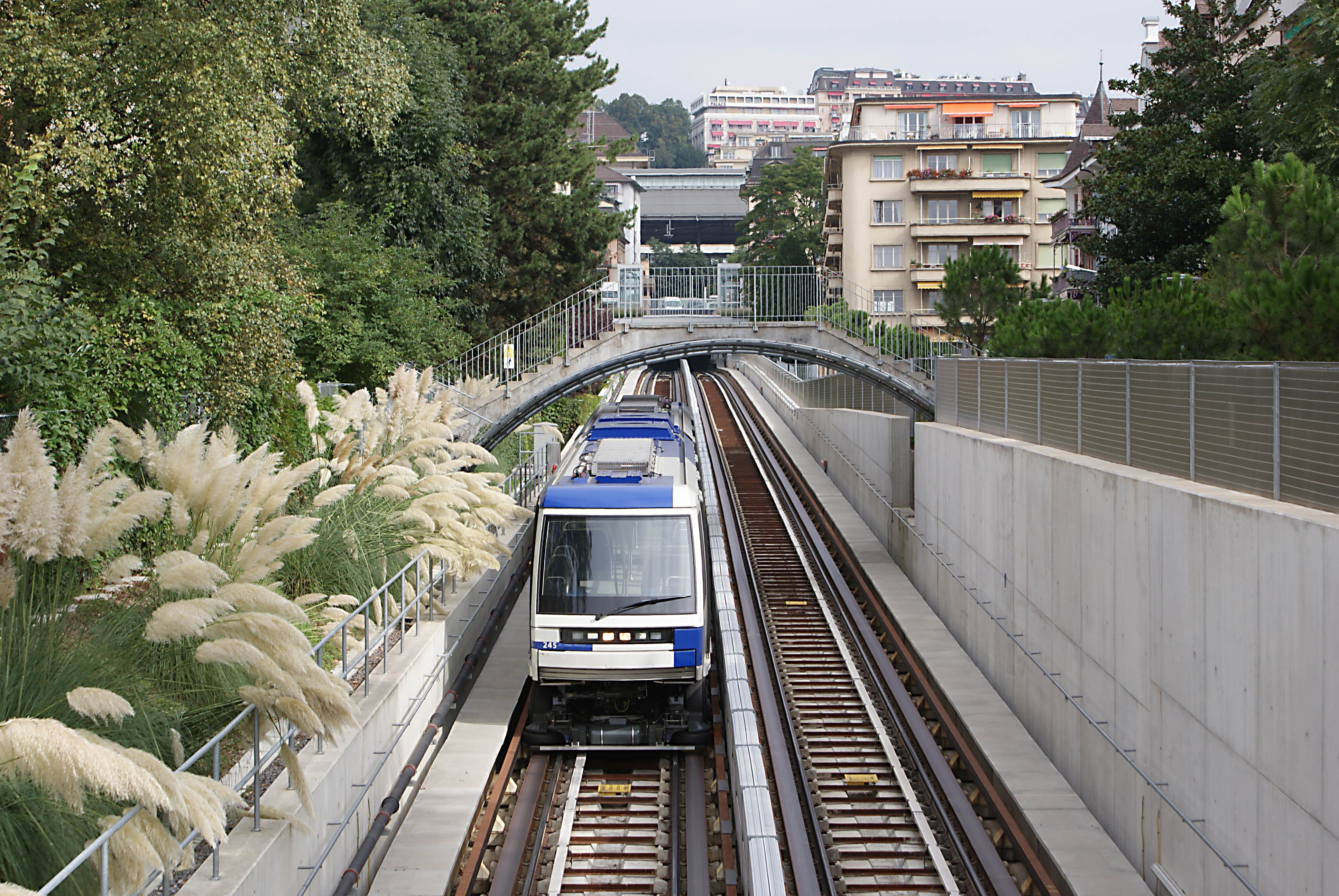
Die Linie m2 der Métro Lausanne ist die erste U-Bahn der Schweiz.

Die erste Autobahn der Schweiz war die Strecke Genf–Lausanne (heutige A1). Der nächste internationale Flughafen ist der Flughafen Genf. Im Kanton Waadt befinden sich allerdings zwei Regionalflugplätze; der Flugplatz Lausanne-La Blécherette und der Militärflugplatz Payerne. Der öffentliche Verkehr ist im gesamten Kanton sehr gut ausgebaut, sodass viele Pendler für ihren Arbeitsweg auf das Auto verzichten. Der Bahnhof Lausanne dient als Knotenpunkt für den regionalen, nationalen und internationalen Verkehr und verbindet die Stadt mit grösseren internationalen Städten wie Paris, Mailand, Stuttgart oder Frankfurt am Main in wenigen Stunden. In der Nähe von Lausanne befindet sich der grosse Rangierbahnhof Lausanne. Der lokale Verkehr ist ebenfalls sehr gut ausgebaut und die viele Bahnstrecken profitieren auch vom Tourismus. Weiter bedienen in Lausanne, Montreux, Vevey, Nyon, Morges, Yverdon-les-Bains und Aigle dichtbenetzte Omnibus- und Trolleynetze diese Städte und deren Agglomerationen. Mit der Eröffnung der Métro Lausanne (M2) im Jahr 2008 befindet sich ein in der Schweiz einzigartiges vollautomatisches U-Bahn-System. Auf dem Genfersee verkehren Schiffe der Compagnie Générale de Navigation sur le Lac Léman (CGN), die auch französische Gemeinden wie Évian-les-Bains anfahren. Im Jahr 2023 lag der Motorisierungsgrad (Personenkraftwagen pro 1'000 Einwohner) bei 512.

## Bildungswesen
Im Kanton Waadt existieren viele sehr anerkannte Bildungseinrichtungen. Die Eidgenössische Technische Hochschule Lausanne (École polytechnique fédérale de Lausanne (EPFL)), das Pendant der ETH Zürich für die Romandie (französische Schweiz), befindet sich in Lausanne. Die EPFL bildet zusammen mit der Universität Lausanne (Université de Lausanne (UNIL)), die 1537 gegründet wurde, den Campus Lausanne, den grössten Campus der Schweiz. Zudem verfügt der Kanton mit der Hotelfachschule Lausanne (École hôtelière de Lausanne (EHL)) über das älteste und renommierteste Bildungsinstitut im Hotelgewerbe der Welt.
Die höhere Ausbildung wird durch mehrere Fachhochschulen gewährleistet. Im Waadtland ist die Berufsausbildung in mehr als 200 Fachbereichen möglich. Jedes Jahr werden ungefähr 13'000 Jugendliche ausgebildet.

## Sport

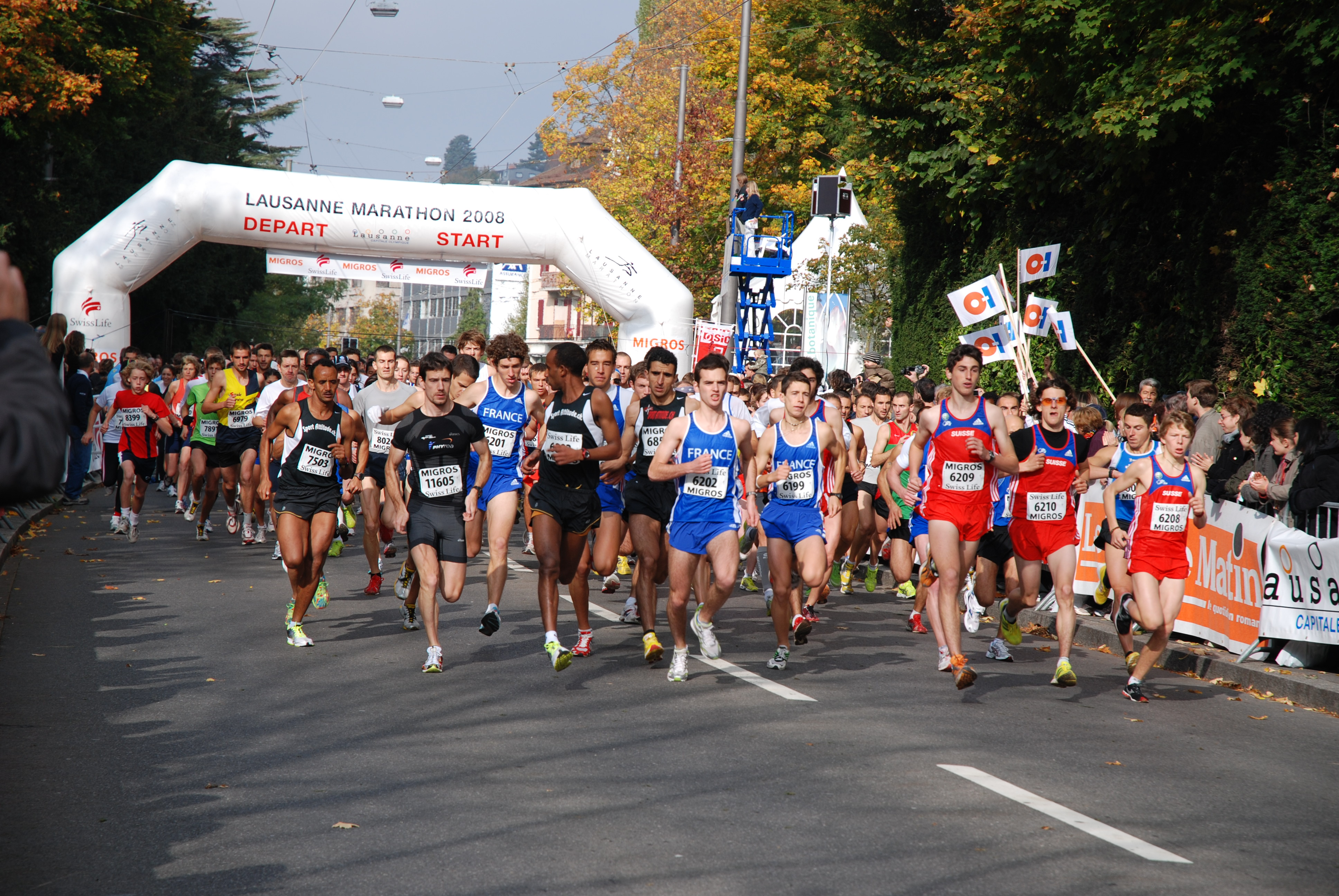
Start des Lausanne-Marathons

1915 hat sich das Internationale Olympische Komitee (IOK) am Genferseeufer bei Lausanne niedergelassen und seither trägt Lausanne den offiziellen Titel «olympische Hauptstadt». Der Kanton Waadt beherbergt momentan 26 internationale Sportverbände und 20 internationale Sportorganisationen. Dazu gehören der Europäische Leichtathletik-Verband, der Internationale Baseball-Verband oder der Internationale Boxverband, die sich in Lausanne befinden, sowie die UEFA in Nyon oder der Internationale Radverband in Aigle.
Das Waadtland ist Gastgeber diverser Grossanlässe, wie z. B. dem zweitgrössten internationalen Leichtathletikmeetings, der Athletissima, des Prix de Lausanne oder dem Lausanne-Marathon.
Die bekanntesten Vereine sind der FC Lausanne-Sport, Yverdon-Sport FC, HC Lausanne sowie der FC Le Mont. Der Waadtländer Thabo Sefolosha ist der erste Schweizer Basketballspieler in der NBA.

## Geschichte

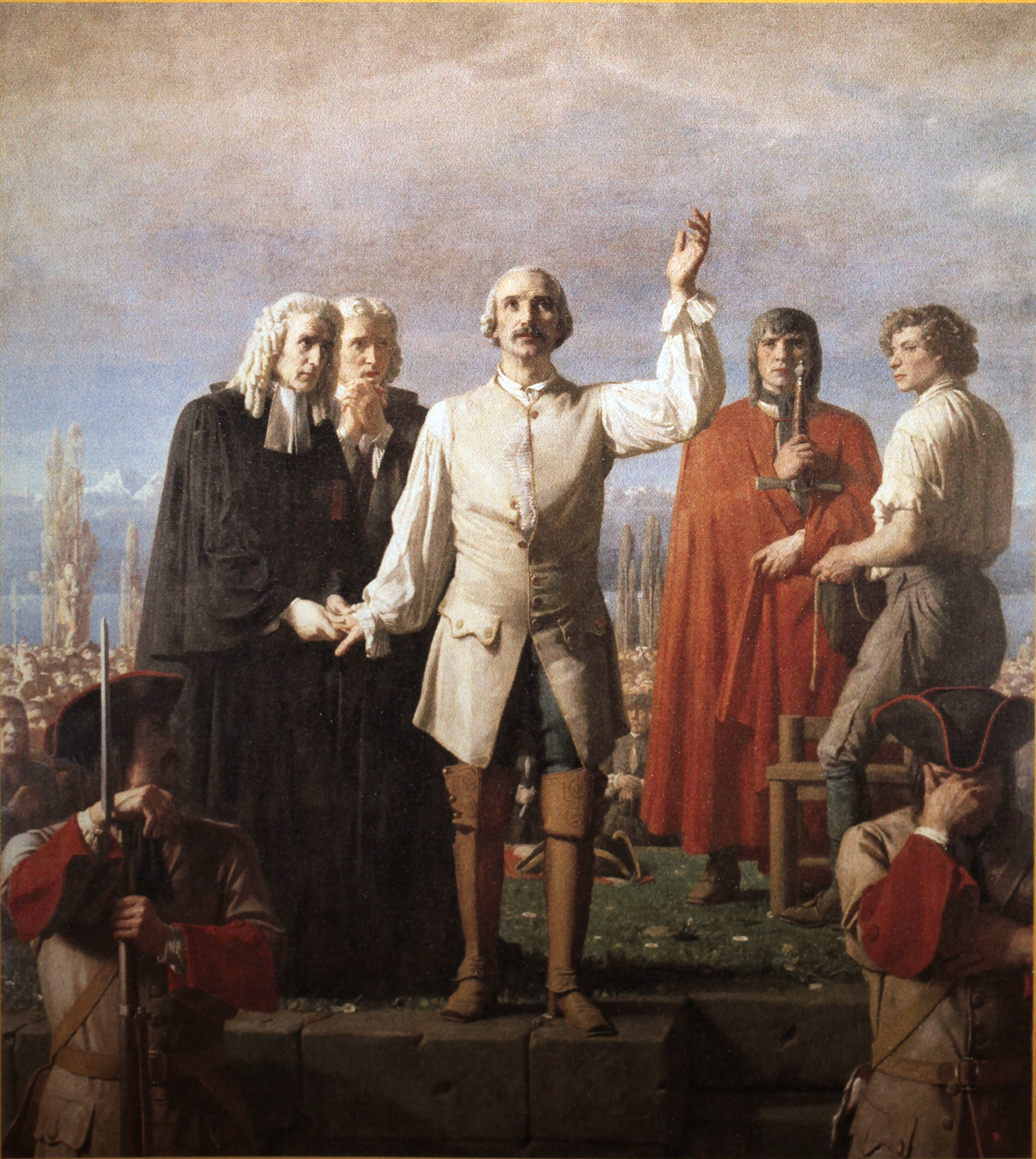
Major Davel vor seiner Hinrichtung

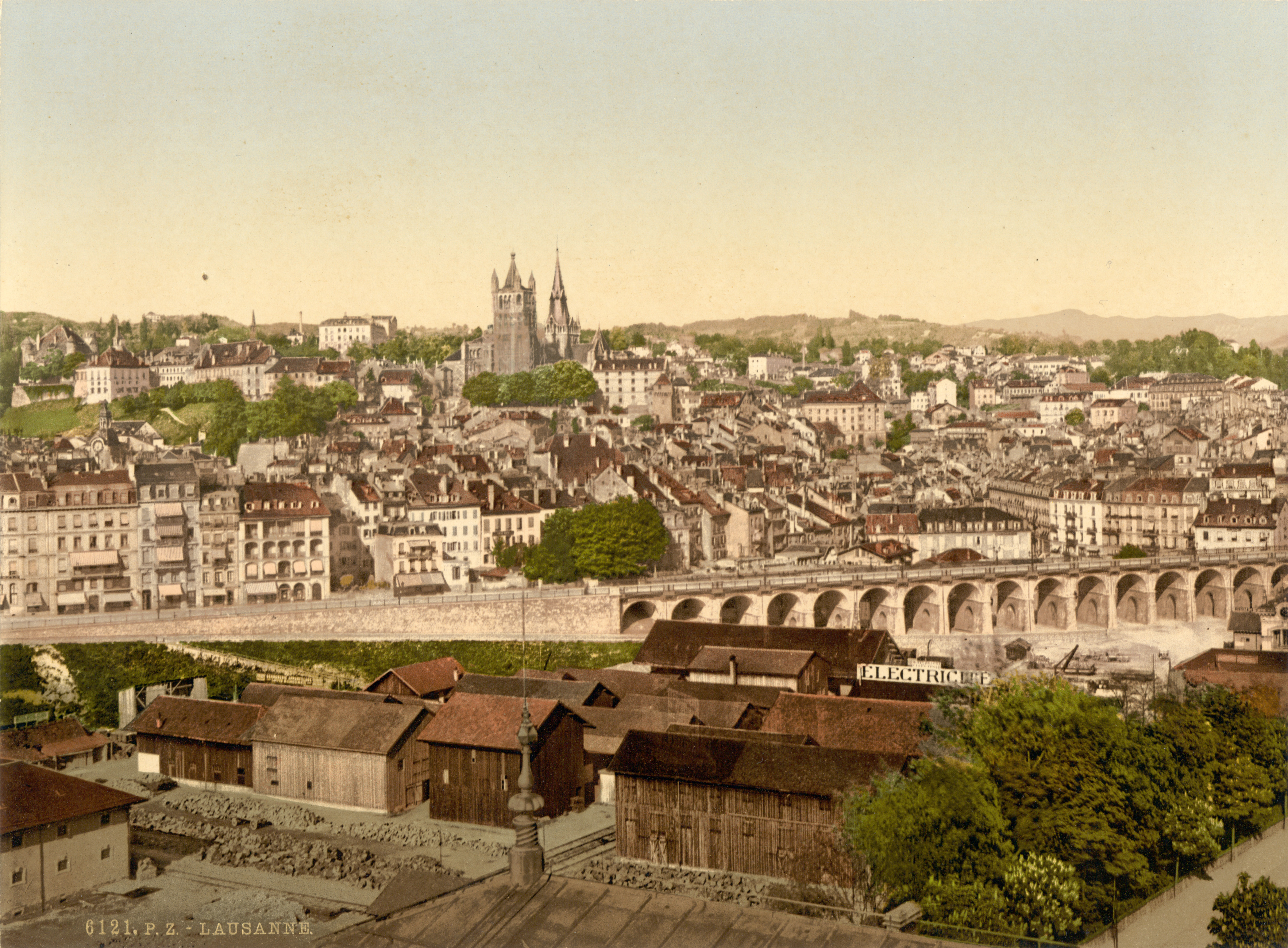
Die Hauptstadt Lausanne um 1900

In der Eiszeit um 18'000 v. Chr. war der Kanton beinahe vollständig von Gletschern bedeckt. Nach dem Rückgang der Gletscher in der Steinzeit besiedelten um 13'500 v. Chr. Jäger und Sammler das Gebiet und um 5'500 v. Chr. wurden die ersten Menschen an den Ufern der Seen sesshaft. Als diese um 2'000 v. Chr. gelernt hatten, wie man aus Erz Metall gewinnt, kam es zu den ersten Rodungen.
Julius Cäsar verhinderte 58 v. Chr. in der Schlacht bei Bibracte, dass die Helvetier nach Gallien auswanderten und unterstellte sie dem römischen Reich. Die Region erlebte dadurch einen grossen Aufschwung, da neue Bautechniken eingeführt wurden, man die lateinische Sprache zu sprechen begann und Handel und Gewerbe betrieben wurde.
Im 5. Jahrhundert bevölkerten die Burgunder das heutige Kantonsgebiet und liessen sich neben den Helvetiern nieder. Während fünf Jahrhunderten übernahmen dann fränkische Könige die Herrschaft und rund 150 Jahre lang gehörte das Gebiet zum Königreich Burgund, in welchem es über eine grosse Autonomie verfügte.
Um das Jahr 1000 wurde das Comitatus waldensis («Grafschaft Wald» oder «Waldgau»; zum Namen siehe in der Artikeleinleitung) dem Bischof von Lausanne zugesprochen. Mit Moudon als Hauptort nahm im 13. Jahrhundert die Patria Vuaudi (Waudi) unter der Führung der Grafen von Savoyen die Form eines Kleinstaats an – jedoch ohne das Bistum Lausanne.
Das Gebiet der Waadt war von 1475 bis 1476 Hauptaustragungsort der Burgunderkriege und wurde 1536 zur Zeit der Italienischen Kriege von den Bernern erobert. Diese führten zwangsmässig die Reformation ein und waren während 262 Jahren Herrscher über das Gebiet. Das Waadtland wurde von den verschiedenen europäischen Kriegen nicht tangiert und erlebte eine relativ friedliche Zeit bis auf einen Aufstand unter der Führung von Major Davel, der am 24. April 1723 von den Bernern als Aufrührer hingerichtet wurde. Er gilt bis heute in der Waadt als Volksheld.
Vom Spätmittelalter bis zum 18. Jahrhundert fielen der Hexenverfolgung im Waadtland 1700 bis 2000 Menschen zum Opfer.
In Lausanne wurde am 24. Januar 1798 die Unabhängigkeit der Lemanischen Republik ausgesprochen. Aus Furcht vor Napoleons Truppen zogen sich die Berner aus ihrem Untertanengebiet zurück. Kurze Zeit später wurde die Waadt als Kanton Léman ein Teil der Helvetischen Republik.
Durch die Mediationsakte vom 19. Februar 1803 wurde das Waadtland von Napoleon Bonaparte zu einem eigenständigen Kanton geführt. Dieses Datum gilt als Gründungsdatum des Kantons. Am 14. April 1803 begann die erste Session des Grossen Rates in Lausanne und seither gilt dieses Datum als kantonaler Feiertag.
Die Waadtländer Verfassung wurde seit 1803 diverse Male abgeändert. Im Jahr 1831 führte man das allgemeine Stimm- und Wahlrecht ein und als erster Kanton in der Schweiz führte die Waadt im Jahr 1959 das Frauenstimmrecht auf kantonaler Ebene ein.

## Verwaltungsgliederung

### Politische Gemeinden

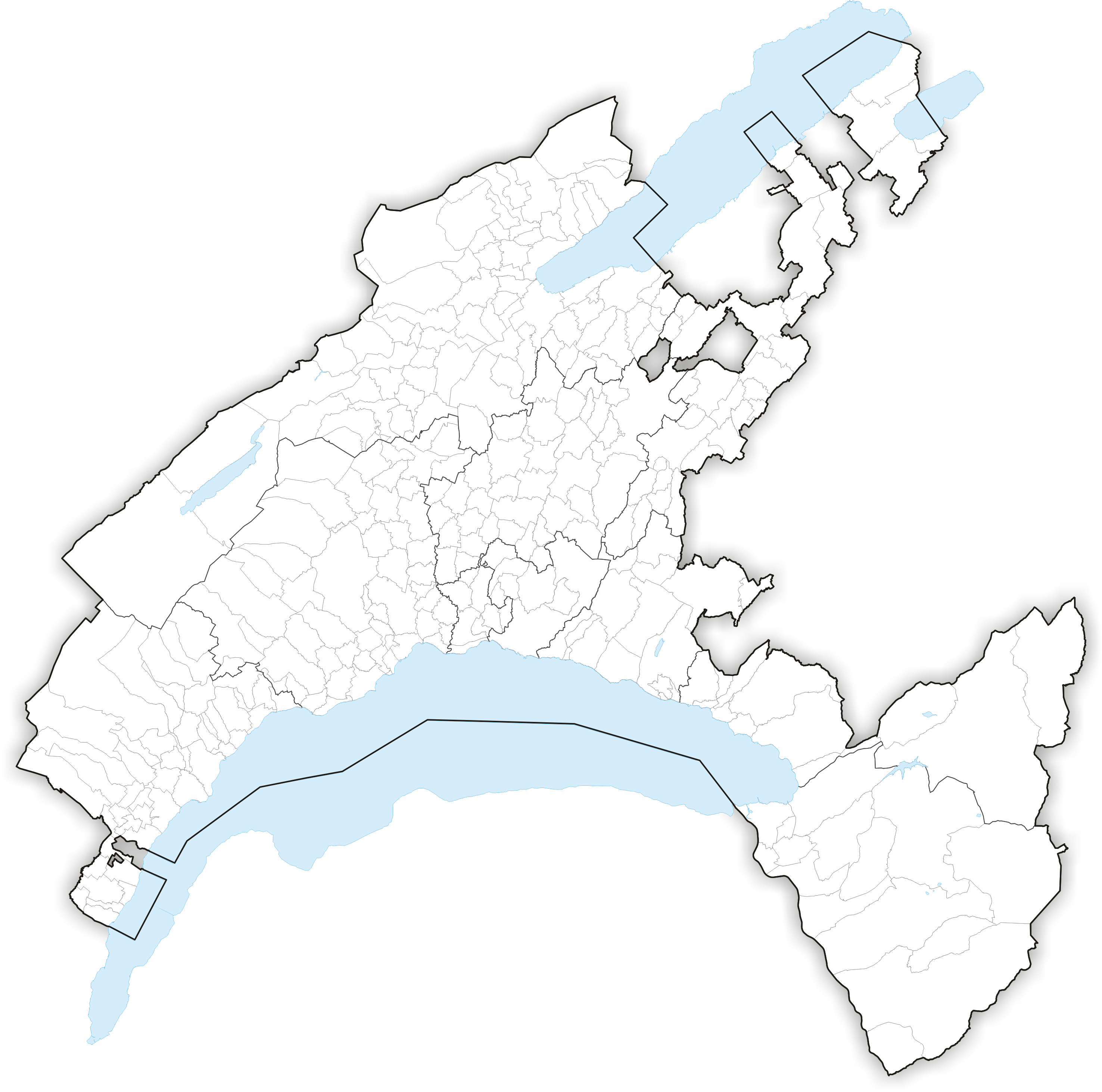
Gemeinden des Kantons Waadt

Nachfolgend aufgelistet sind diejenigen politischen Gemeinden mit mehr als 10'000 Einwohnern per 31. Dezember 2023:
| Politische Gemeinde   | Einwohner |
| --------------------- | --------- |
| Lausanne              | 144'160   |
| Yverdon-les-Bains     | 030'202   |
| Montreux              | 026'828   |
| Nyon                  | 023'016   |
| Renens                | 021'408   |
| Vevey                 | 020'139   |
| Pully                 | 019'287   |
| Morges                | 017'720   |
| Gland                 | 014'018   |
| Ecublens              | 013'320   |
| La Tour-de-Peilz      | 012'595   |
| Prilly                | 012'417   |
| Blonay – Saint-Légier | 012'343   |
| Payerne               | 010'545   |

### Bezirke

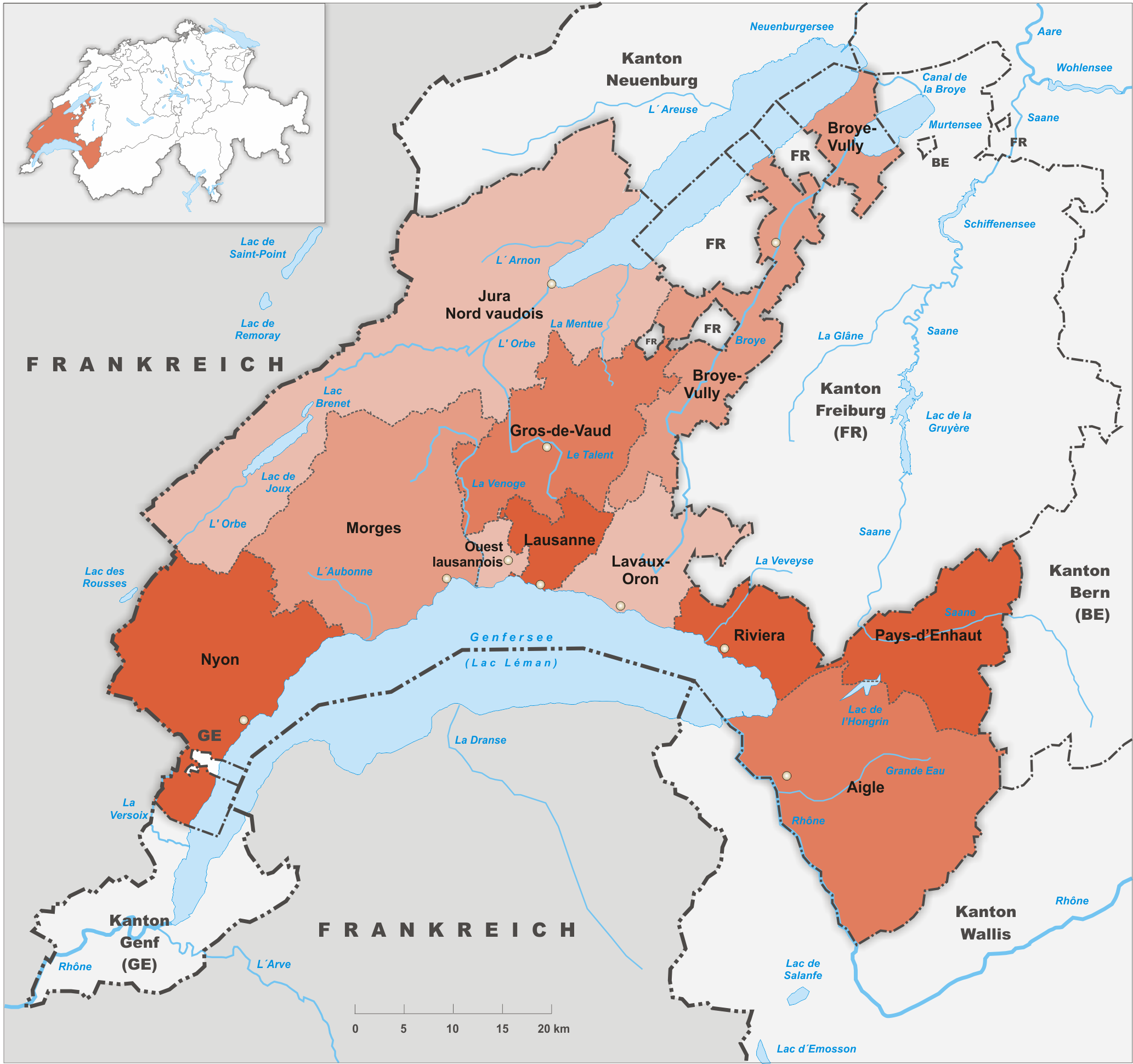
Bezirke des Kantons Waadt seit 2008

Der Kanton Waadt ist in zehn Bezirke aufgeteilt. Flächenmässig ist Ouest lausannois mit 26,32 km² der kleinste und Jura-Nord vaudois mit 702,59 km² der grösste Bezirk. Mit 173'676 Einwohnern per 31. Dezember 2023 befinden sich im Bezirk Lausanne – nota bene auf 65,15 Quadratkilometern – die meisten, im Bezirk Broye-Vully mit 47'068 am wenigsten.
| Bezirk                                   | Einwohner | Fläche in km² | Hauptort          |
| ---------------------------------------- | --------- | ------------- | ----------------- |
| Aigle                                    | 049'221   | 434.99        | Aigle             |
| Broye-Vully                              | 047'068   | 259.45        | Payerne           |
| Gros-de-Vaud                             | 048'086   | 232.20        | Echallens         |
| Jura-Nord vaudois (Waadtländer Nordjura) | 095'924   | 701.13        | Yverdon-les-Bains |
| Lausanne                                 | 173'676   | 065.14        | Lausanne          |
| Lavaux-Oron                              | 065'125   | 140.00        | Bourg-en-Lavaux   |
| Morges                                   | 088'378   | 373.10        | Morges            |
| Nyon                                     | 107'084   | 307.38        | Nyon              |
| Ouest lausannois (Lausanne West)         | 082'535   | 026.34        | Renens            |
| Riviera-Pays-d’Enhaut                    | 088'773   | 282.92        | Vevey             |
| Gesamt (10)                              | 845'870   | 3212.020      | Lausanne          |

### Ehemalige Aufteilung

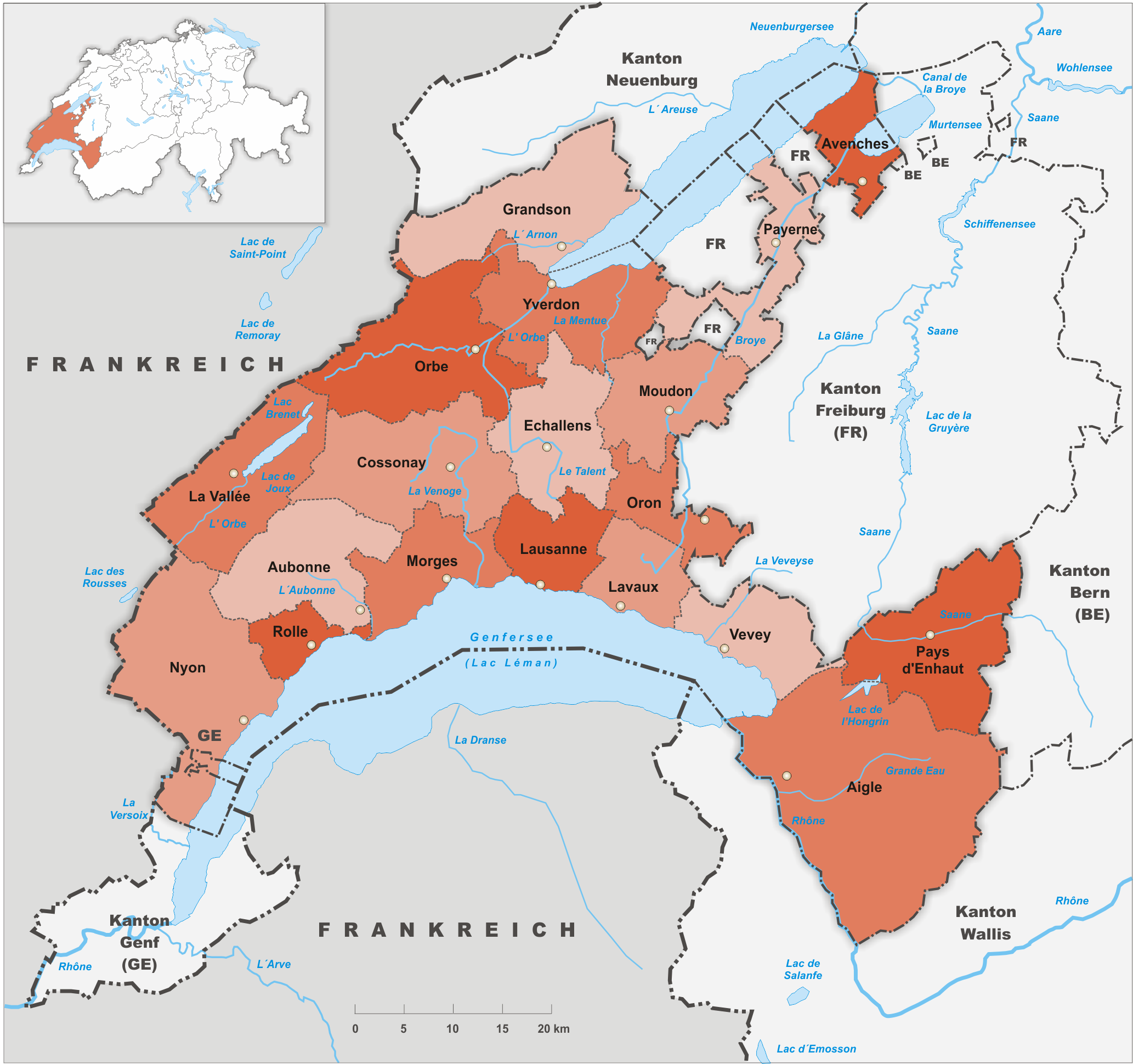
Bezirke des Kantons Waadt vor 2008

Mit Wirkung auf den 1. September 2006 ist das «Loi sur le découpage territorial (LDecTer) du 30 mai 2006» (Gesetz über die räumliche Gliederung vom 30. Mai 2006) in Kraft getreten. Die neue Verwaltungsgliederung trat am 1. Januar 2008 in Kraft.
Der Kanton war seit der Kantonsgründung im Jahre 1803 bis zum 31. Dezember 2007 in 19 Bezirke (frz. district) und diese wiederum in insgesamt 60 Kreise (cercle) eingeteilt. Es existierten die Bezirke Aigle, Aubonne, Avenches, Cossonay, Echallens, Grandson, Lausanne, La Vallée du Lac de Joux, Lavaux, Morges, Moudon, Nyon, Orbe, Oron, Payerne, Pays-d’Enhaut, Rolle, Vevey und Yverdon.
Es wurde darüber diskutiert, ob aus der Agglomeration Lausanne ein Bezirk gemacht werden könnte. Man entschied sich für die heute bestehende Aufteilung. Weiter wurde ebenfalls abgelehnt, dass aus Aubonne und Rolle ein elfter Bezirk am Ufer des Sees entsteht. Dieser wäre gemäss Entschied des Bundesgerichtes für einen Grossrats-Wahlkreis zu klein gewesen.
Seit der Reform entsprechen die heutigen Bezirke den Wahlkreisen.

## Kultur

### Spezialitäten

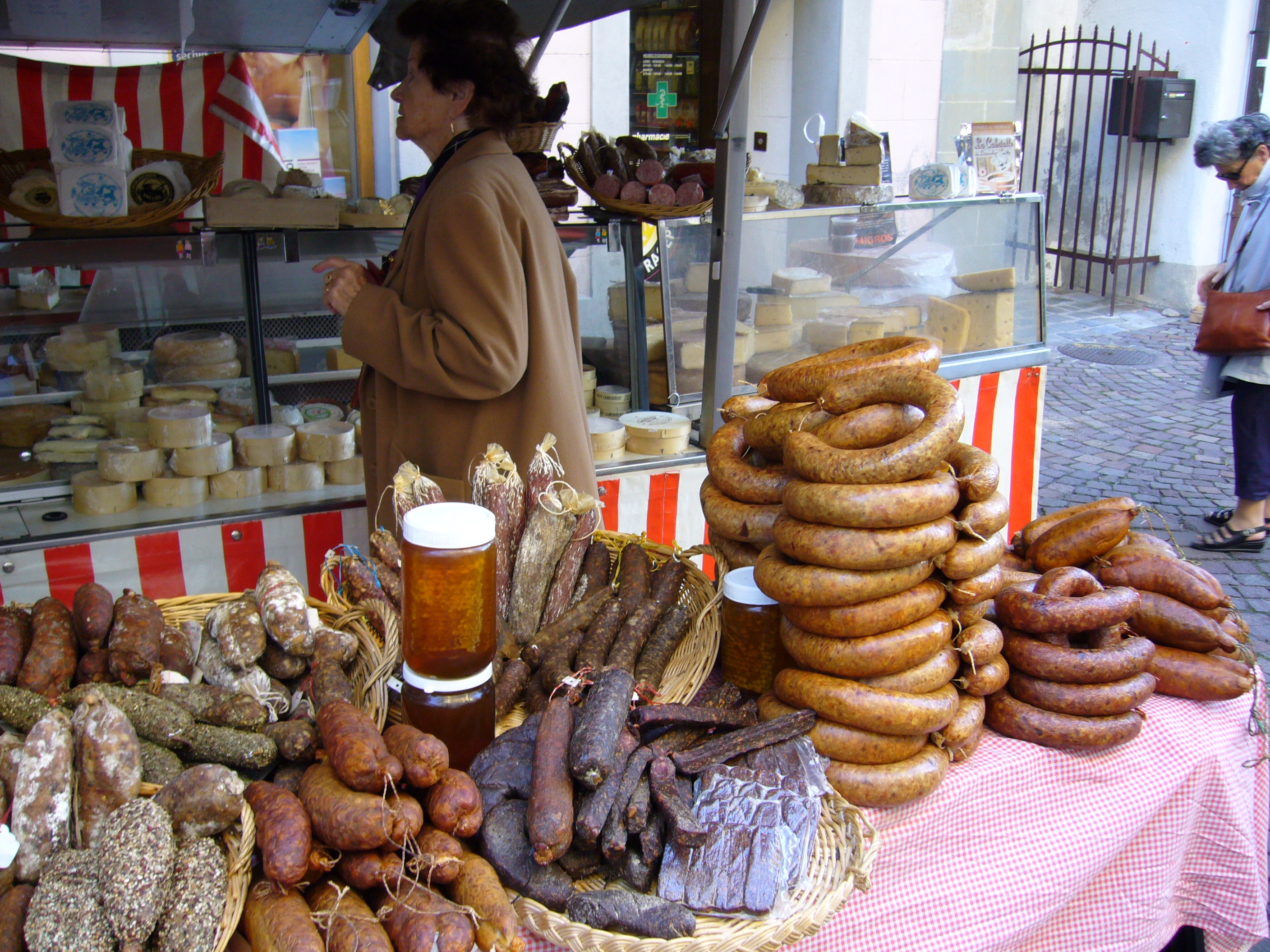
Saucissons auf dem Markt in Lutry

Zu den kulinarischen Spezialitäten des Kantons gehören die regional verschieden ausgeprägten Würste, genannt Saucissons (z. B. der Boutefas und die Saucisse aux choux vaudoise). Bekannte kantonale Kochrezepte sind der Papet Vaudois (Laucheintopf), Soupe aux choux (Kabissuppe), Fondue, Pommes de terre au lard (Speckkartoffeln), Jambon à l’os (Schinken), Zwetschgenkuchen, Zucchettikuchen mit Minze, Waadtländer Äpfel und der Käse L’Etivaz.
Das Waadtland ist mit über 3882 Hektaren Rebfläche nach dem Kanton Wallis der grösste Weinhersteller in der Schweiz. Das grosse Anbaugebiet Lavaux am Genfersee gehört zum UNESCO-Weltkulturerbe.

### Sehenswürdigkeiten

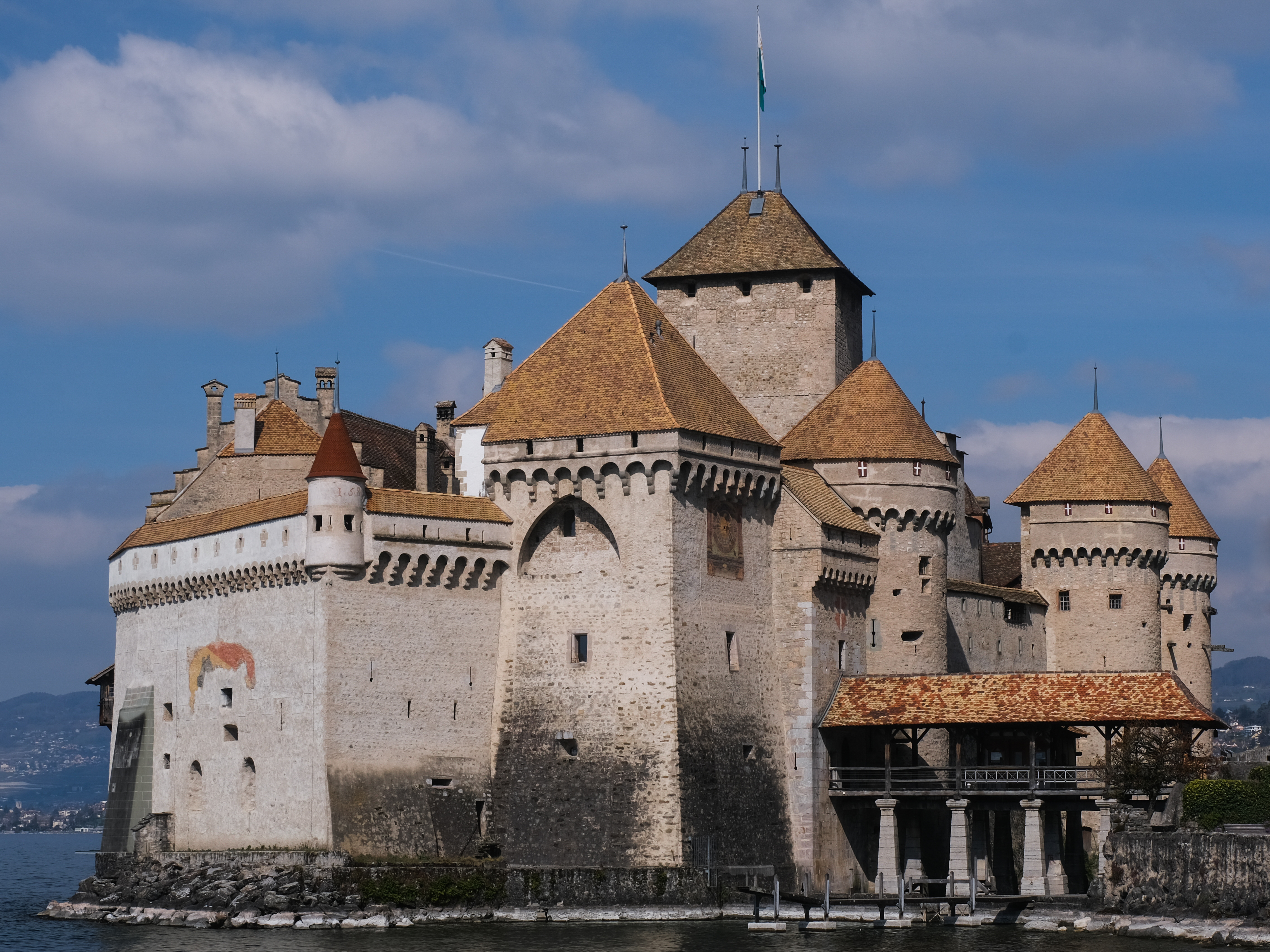
Schloss Chillon

Nebst den historischen Sehenswürdigkeiten wie dem Kloster Romainmôtier oder dem Schloss Chillon, das mit 300'000 Besuchern pro Jahr das meistbesuchte historische Gebäude der Schweiz ist, befinden sich auch zahlreiche neuere Bauten im Kanton. Das Thermalbad und -zentrum in Yverdon-les-Bains ist überregional bekannt, wie auch der Badekurort Lavey.
Bekannt ist auch die Charlie-Chaplin-Statue mit dem Charlie-Chaplin-Museum, die sich am letzten Wohnort von Charlie Chaplin in Corsier-sur-Vevey befinden, wo er seine letzten 25 Lebensjahre verbracht hat. Eine Freddie-Mercury-Statue sowie die ehemaligen Mountain Studios befinden sich in Montreux.
Die wichtigsten Institutionen sind der Hauptsitz des Internationalen Olympischen Komitees in der Hauptstadt Lausanne, sowie der Hauptsitz der UEFA in Nyon.

### Bräuche und Veranstaltungen

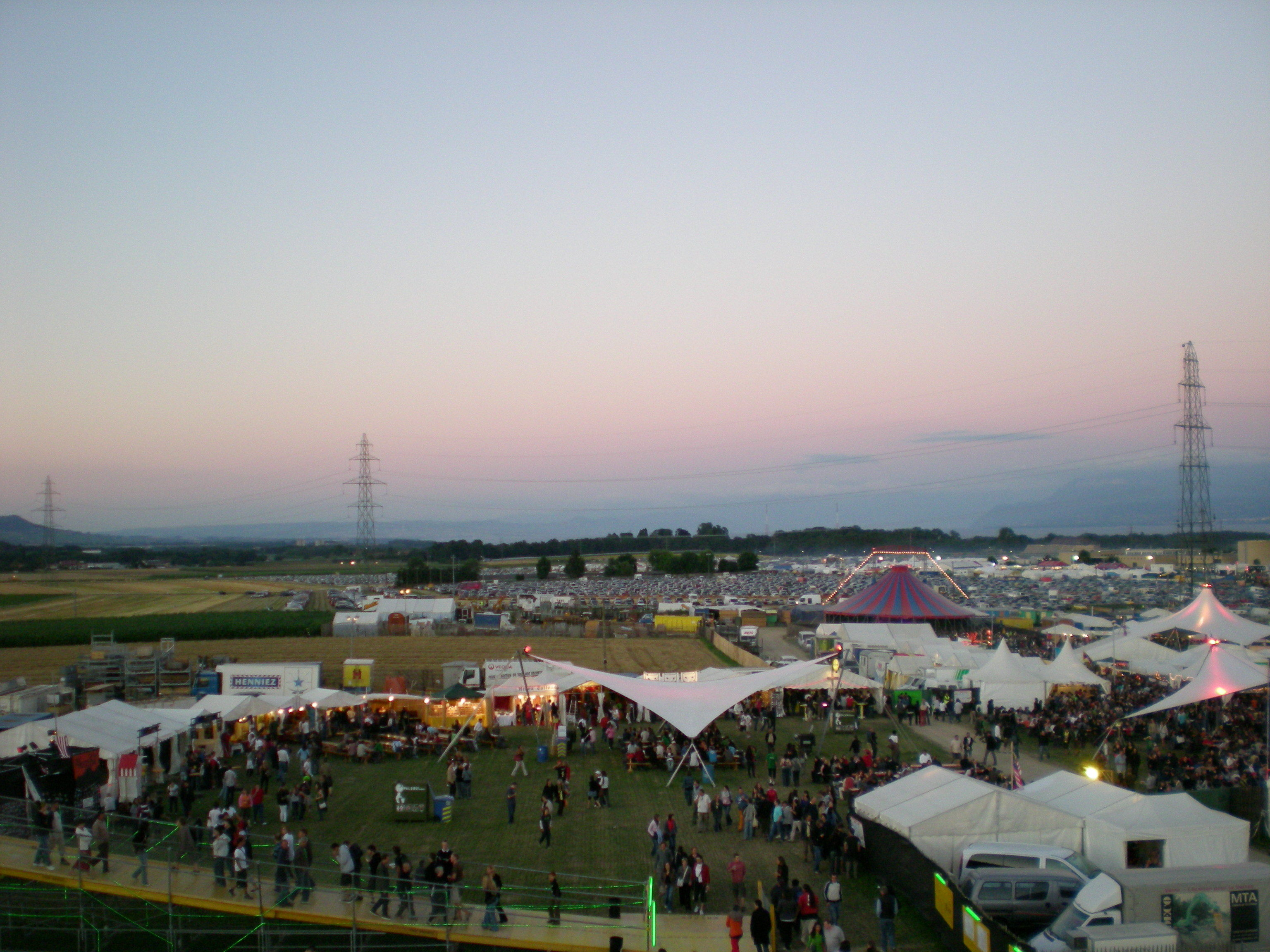
Paléo Festival Nyon

Seit 1889 findet ungefähr alle 25 Jahre in Vevey das grösste Winzerfest der Schweiz namens Fête des Vignerons statt. Dafür wird eine grosse Arena auf dem Grande Place (Grosser Platz) aufgebaut, dem zweitgrössten Marktplatz in Europa nach jenem in Lissabon.
Weiter gehören der Weihnachtsmarkt von Montreux, das Montreux Jazz Festival, das Paléo Festival Nyon, sowie ein jährlich stattfindendes Tulpenfest in Morges zu den wichtigsten Anlässen.